# Vanuatu hívójelkörzetei
Vanuatu jelenleg (2024) nincs felosztva hívójelkörzetekre.
Vanuatu számára az ITU a YJ hívójelprefixet határozta meg.
| Prefix | Körzet | Hely/jelleg | ITU zóna | CQ zóna | QTH lokátor |
| ------ | ------ | ----------- | -------- | ------- | ----------- |
| YJ     | [0..9] | Vanuatu     | 56       | 32      | RH42        |

## Lajstromjel
Vízi és légi járművek lajstromjelezéséhez az YJ prefixet használják.